# 메달 오브 아너: 라이징 선
메달 오브 아너: 라이징 선(Medal of Honor: Rising Sun)은 EA 게임즈가 2003년 11월 출시한, 메달 오브 아너 시리즈 중 5번째 작품인 1인칭 슈팅 비디오 게임이다. 라이징 선의 배경은 제2차 세계 대전, 태평양 전쟁 시기이다. 1인용과 다인용 기능을 제공한다.(다인용 기능은 2006년 11월에 중단됨)

## 평가
| 평론 점수 평론사 점수 GC PS2 엑스박스 에지 5/10 5/10 5/10 유로게이머 N/A 4/10 [ 1 ] N/A 게임 인포머 7.5/10 [ 2 ] 7.75/10 [ 3 ] 7.75/10 [ 4 ] 게임 레볼루션 C [ 5 ] C [ 5 ] C [ 5 ] 게임스팟 6.4/10 [ 6 ] 6.4/10 [ 6 ] 6.4/10 [ 6 ] 게임스파이 [ 7 ] [ 8 ] [ 9 ] IGN 7.5/10 [ 10 ] 8/10 [ 11 ] 7.5/10 [ 10 ] 닌텐도 파워 3.8/5 [ 12 ] N/A N/A OPM (US) N/A [ 13 ] N/A OXM (US) N/A N/A 8.8/10 [ 14 ] 통합 점수 메타크리틱 68/100 [ 15 ] 68/100 [ 16 ] 65/100 [ 17 ] |        |         |          |
| 평론 점수 |        |         |          |
| 평론사 | 점수   | 점수    | 점수     |
| 평론사 | GC     | PS2     | 엑스박스 |
| 에지 | 5/10   | 5/10    | 5/10     |
| 유로게이머 | N/A    | 4/10    | N/A      |
| 게임 인포머 | 7.5/10 | 7.75/10 | 7.75/10  |
| 게임 레볼루션 | C      | C       | C        |
| 게임스팟 | 6.4/10 | 6.4/10  | 6.4/10   |
| 게임스파이 | [ 7 ]  | [ 8 ]   | [ 9 ]    |
| IGN | 7.5/10 | 8/10    | 7.5/10   |
| 닌텐도 파워 | 3.8/5  | N/A     | N/A      |
| OPM (US) | N/A    | [ 13 ]  | N/A      |
| OXM (US) | N/A    | N/A     | 8.8/10   |
| 통합 점수 |        |         |          |
| 메타크리틱 | 68/100 | 68/100  | 65/100   |